# 캐시 힐튼
캐시 힐턴(Kathy Hilton, 1959년 3월 13일 ~ )은 미국의 배우, 패션 디자이너, 사교계 명사로, 패리스 힐턴과 니키 힐턴의 어머니이다.

## 출연 작품

### 영화
- 더 다크 (1979, The Dark)

### 텔레비전
- 더 영 앤 더 레스트리스 (2008) - 본인 역